# نصب أنطاكية

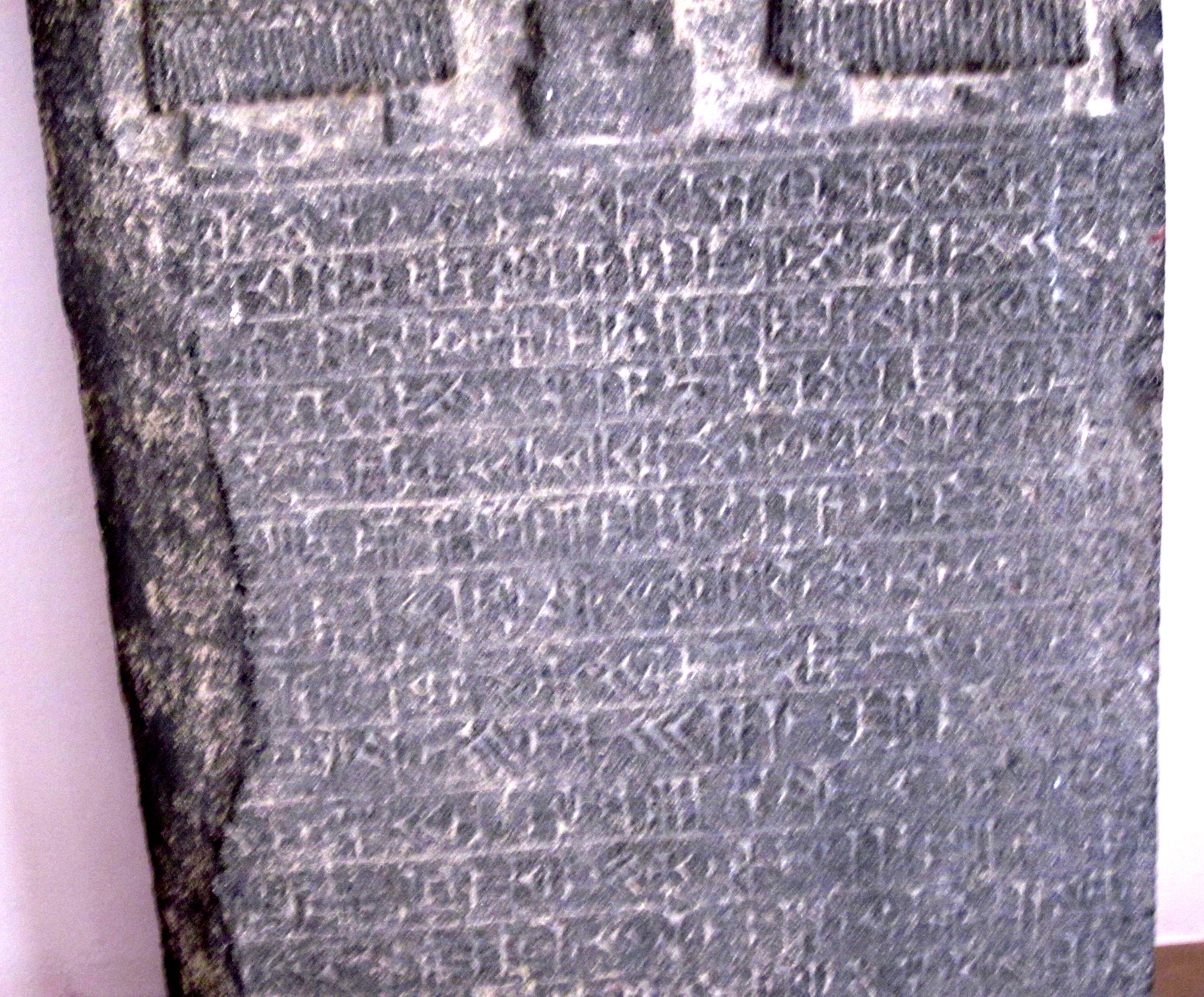
النصب في المتحف في أنطاكيا

نصب أنطاكية هو نصب تذكاري من العصر الآشوري عثر عليه في إحدى ضواحي أنطاكية القديمة على نهر العاصي. أقامه الملك الآشوري أدد نيراري الثالث. (810-781 ق.م). في النصف العلوي من النصب، نحت نافر للملك نفسه وقائد قواته شمشي إيلو واقفان على جانبي عمود. ويحتوي النصف السفلي على نقش من أربع فقرات.
النصب موجود الآن في متحف أنطاكية الأثري .

## نص النقش

### الفقرة 1
"أدد نيراري ، ملك عظيم، ملك جبار، ملك الكون، ملك آشور، ابن شمشي أداد، ملك جبار، ملك الكون، ملك آشور، ابن شلمانو أشارد، ملك الأركان الأربعة.

### الفقرة 2
"الحدود التي وضعها أداد نيراري ملك أشور، وشمسي إيلو قائد الحرب، بين زكور الحموي وعترسمك بن أدريمي: مدينة نهلاسي وجميع حقولها وبساتينها ومزارعها وقراها هي ملكية عترسمك. فقسما نهر العاصي بينهما. هذا هو الحد."

### الفقرة 3
"أدد نيراري، ملك آشور، وشمسي إيلو، قائد الحرب الرئيسي، يعفيها من جميع التزاماتها اتجاه عترسمك بن أدرامي، واتجاه ابنه وحفيده الذي سيخلفه. لقد جعل مدينته وأراضيها […] لحدود بلاده”.

### الفقرة 4
"باسم آشور وأدد وبِر، وإنليل الآشوري، ونينليل الآشوري، واسم سين الساكن في حران ، آلهة آشور العظام : كل من لا يحترم هذه العبارات على هذا النصب وينزع بالعنف هذه الحدود من ممتلكات عترسمك أو أبنائه أو أحفاده، ويمحو الأسماء المكتوبة ويكتب أسماء أخرى: لعل آشور، وأداد وبر، سين، الساكنان في حران، آلهة آشور العظماء الذين كتبت أسماؤهم على هذا النصب لا يستمعون إلى صلواته.